# ミルバ
ミルバ（Milva, ミルヴァ. 本名：マリア・イルヴァ・ビオルカティ Maria Ilva Biorcati, 1939年7月17日 - 2021年4月23日）は、イタリア出身の女性歌手、女優、テレビ司会者である。

## 来歴
ミルヴァは、フェラーラ近郊ゴーロ出身。特徴的な赤毛を持ちラロッサ（「赤毛」のイタリア語）や、動物の名前と歌手の出身地を組み合わせた、ラ・パンテーラ・ディ・ゴーロ（「ゴーロの女豹（めひょう）」）というニックネームで知られた。日本では、ザ・ピーナッツも歌った「愛のフィナーレ」など日本の楽曲もリリースし、毎回異なったテーマでコンサートを行った。
1960年代のイタリア国内で、最も人気のある女性歌手（ミーナ、オルネラ・ヴァノーニ、イーヴァ・ザニッキらと共に）の一人とされ、世界でコンサートや演劇の舞台に出演した。ミーナ、オルネラ・ヴァノーニと共に『3大プリマドンナ』と称される場合もあった。母国のイタリアだけでなく世界のかなりの国で人気を獲得し、特に音楽イベントや音楽番組に頻繁に参加したドイツで人気を博した。日本、フランス、韓国、ギリシャ、スペイン、南米諸国で多くのシングル、アルバムをリリースしている。
1939年7月17日にフェラーラ県ゴーロで生まれた。1959年、20歳の頃にRAI（イタリア国営放送）の新人コンテスト優勝。1960年「Flamenco Rock」でデビューした。1961年から、9年連続でサンレモ音楽祭に出場。その後も4回出場した。日本では、ジリオラ・チンクエッティとともにイタリアン・ポップスの人気歌手となっていた。
1971年「ミルヴァ・カンタ・ブレート」発売以降、ヒットメーカーとしてよりも、文化性・芸術性重視に変わる。イタリアカンタゥトーレのフランコ・バッティアートやエンツォ・ヤンナッチ作品集発表、オペラへの出演。アストル・ピアソラとの共演などの活動を行った。
2021年4月23日、持病の悪化によりミラノで死去。81歳没。

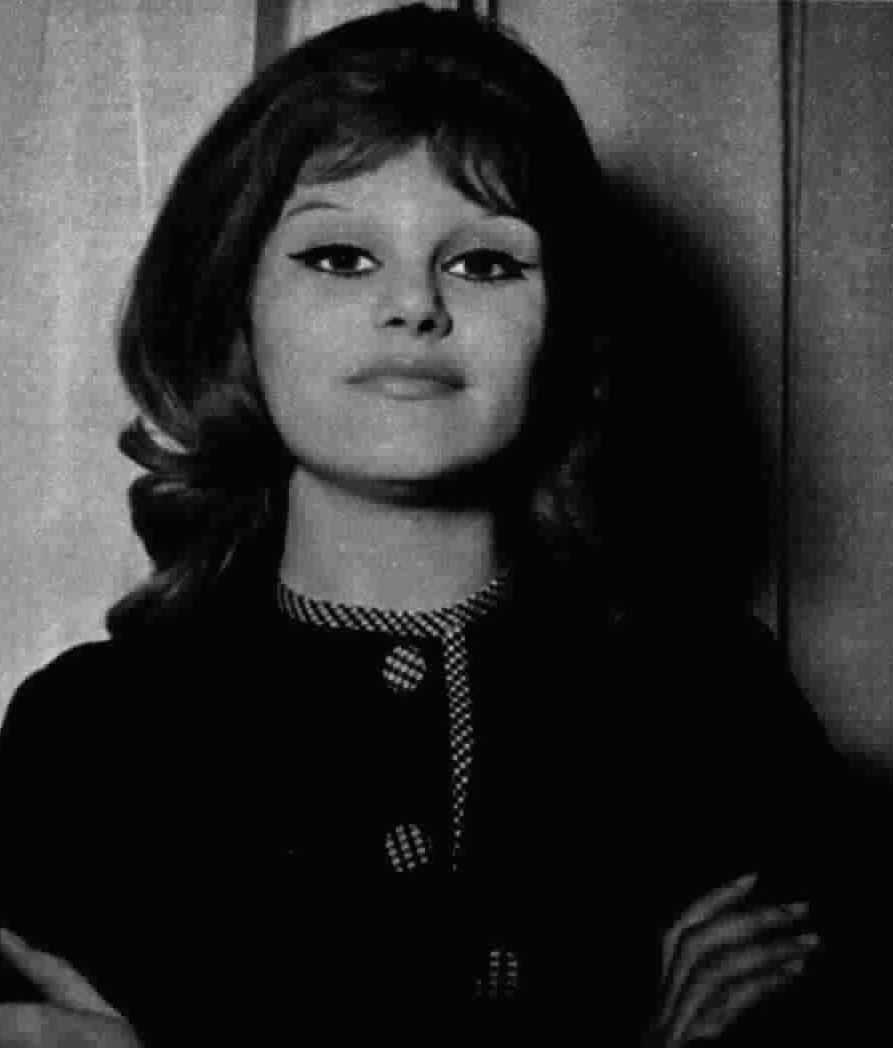
アルバムデビュー当時（1961年）

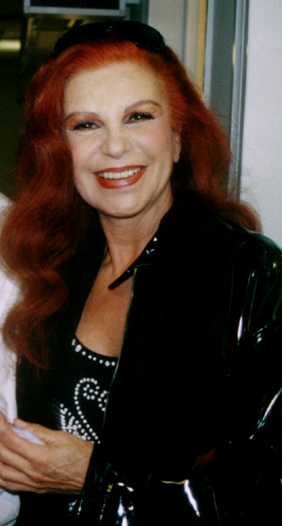
近年（2005年）

## 楽曲
- Flamenco rock（フラメンコ・ロック）
- Io amo tu ami（私もあなたも恋してる）
- Stanotte al Luna Park（今宵ルナパークで）
- Vieni con noi（黒い思い出）
- Mediterraneo（地中海のバラ）
- Da Troppo Tempo（愛遥かに）
- Una sera di Tokyo（「ウナ・セラ・ディ東京」、日本語で歌唱）

## 日本の楽曲
- ウナ・セラ・ディ東京（ザ・ピーナッツ他）
- 夜明けのスキャット（由紀さおり） 日本語で歌唱。
- 過ぎ去りし想い出は（大塚博堂）
- 二丁目の子守唄
- 昴（谷村新司）

## 映画音楽
- 続・世界残酷物語（主題歌：世界を愛して Voglio bene al mondo）
- 津軽絶唱（1969年、日本）主題歌：「愛のフィナーレ」/日本語で歌唱

## アルバム
- リリー・マルレーン
- ミルバ・ベスト
- ミルバ・ヒストリー
- ミルバ・クラシックス
- 強くあれ

## 日本公演
- 1987年

5月14日,15日,16日 ゆうぽうと簡易保険ホール、18日 市川市文化会館、19日 神奈川県立県民ホール、20日 神戸文化ホール、22日 福岡サンパレス、23日 フェスティバルホール、24日 昭和女子大学人見記念講堂